# Czarne trójkąty
Czarne trójkąty – rodzaj niezidentyfikowanych obiektów latających (UFO). Prawdopodobnie pierwsze wzmianki o tego typu pojazdach widzianych na niebie pojawiły się w marcu 1983 roku, kiedy to o ich obserwacji doniesiono w stanie Nowy Jork (USA). Czarne trójkąty pojawiały się także w Belgii i Wielkiej Brytanii, a wielu świadków twierdzi że widziało je nad St. Petersburgiem 19 lutego 1997.

## Obserwacje nad Belgią
Ogromna liczba obserwacji miała miejsce w Belgii w latach 1989–1991.
Charakterystyka opisywanych UFO, pod kątem ich wspólnych cech, sporządzona na podstawie zeznań naocznych świadków i raportów wojska belgijskiego:
| Sposób poruszania się | Obiekty nie podejmowały żadnych prób uniknięcia zauważenia, z łatwością uciekały przed wojskowymi myśliwcami. Błyskawicznie przyspieszały (np. z 278 km/h do 1797 km/h) i zmieniały pułap (np. z 2743 metrów na 1524 metry). |
| Osiągane prędkości    | Od bardzo niskiej (50–60 km/h), a nawet bezruchu, do przekraczającej prędkość dźwięku. |
| Wygląd                | Obiekty obserwowane w ciągu dnia miały kształt trójkątny, w nocy widać było przede wszystkim ich światła. Większość opisów mówiła o białym świetle w każdym z trzech rogów trójkąta i jednym czerwonym pośrodku obiektu. W niektórych przypadkach światła te systematycznie zmieniały barwy na: czerwoną, zielona, żółtą i niebieską; |
| Wydawane dźwięki      | Obiekty poruszały się praktycznie bezszelestnie, jedynie czasami, kiedy pozostawały w bezruchu, można było usłyszeć delikatny buczący dźwięk. |

Zasugerowano, że za obserwacje „czarnych trójkątów” mogą być odpowiedzialne myśliwce stealth F-117; krawędź natarcia ich skrzydeł sięga dziobu i tworzy tym samym zarys trójkąta. F-117 został wprowadzony do normalnej eksploatacji właśnie w 1983. Są to jednak maszyny poddźwiękowe bez właściwości VTOL, a ich odrzutowe silniki musiałyby być słyszane przez świadków. 
Innym „kandydatem” jest hipotetyczny superszybki samolot rozpoznawczy Aurora bądź faktycznie eksploatowany, poddźwiękowy ciężki bombowiec strategiczny Stealth B-2, jednak żadna z tych maszyn nie latała w 1983.

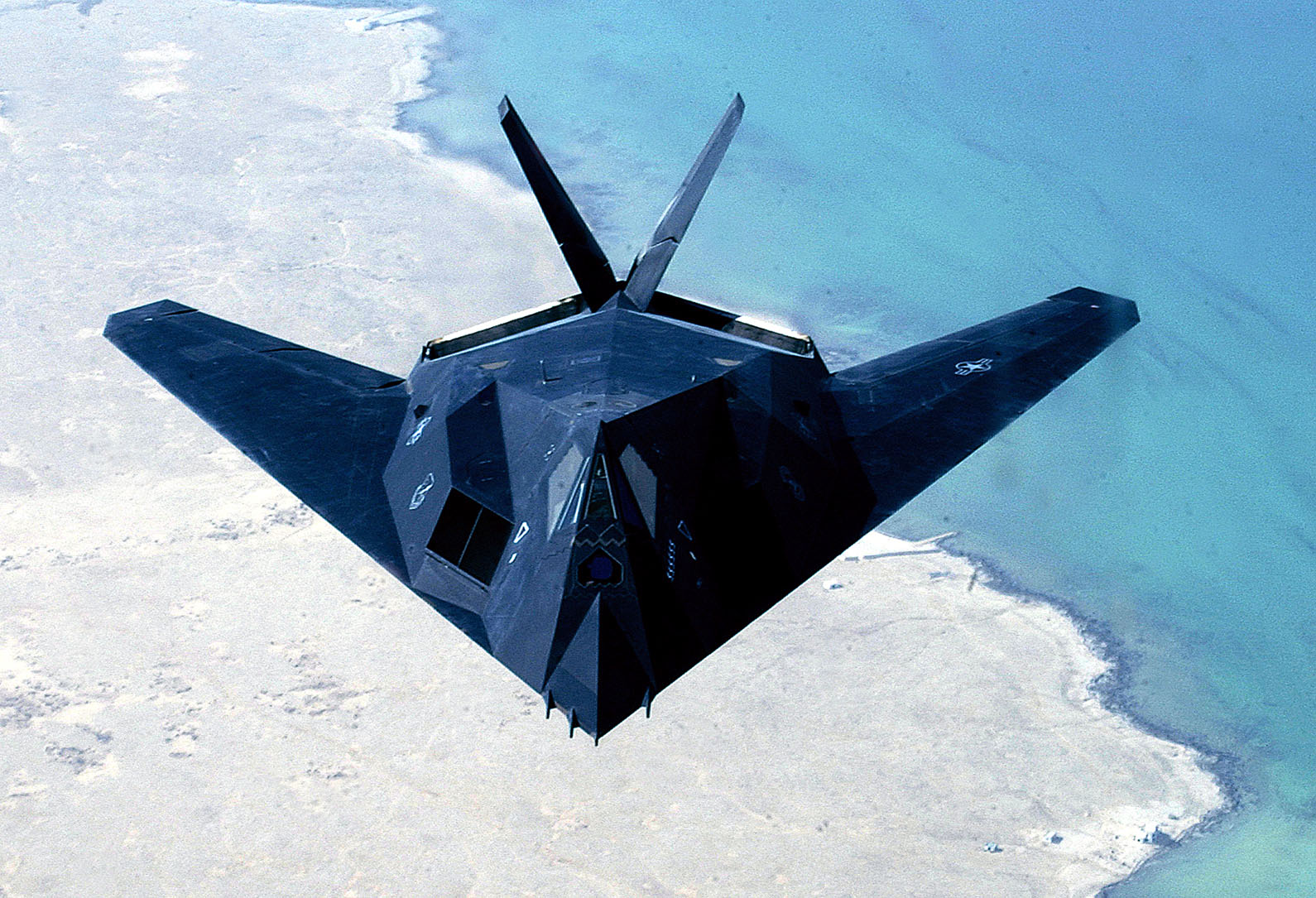
Myśliwiec F-117
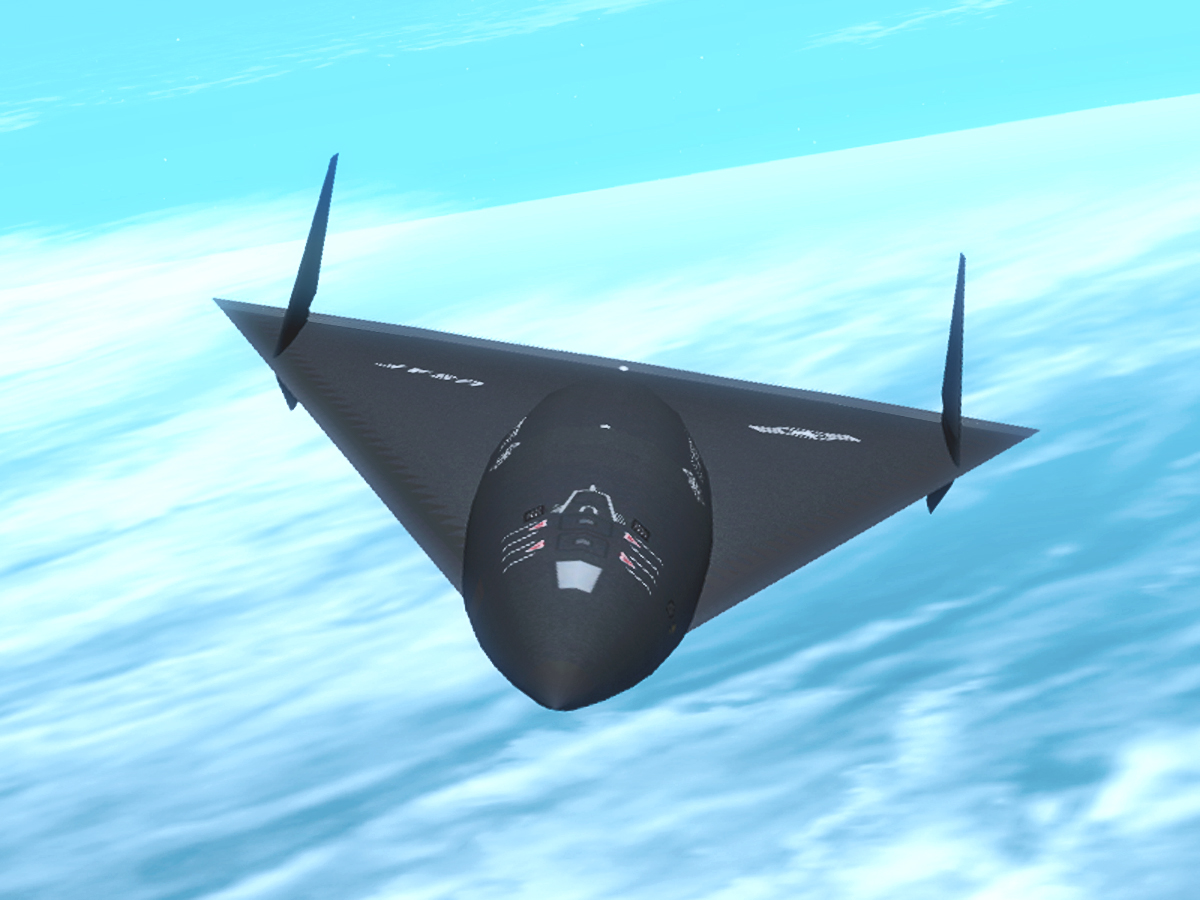
Hipotetyczny wygląd samolotu Aurora